# Untersberg
Untersberg er et bjergmassiv i Alperne mellem Berchtesgaden i Tyskland og Salzburg i Østrig. Bjerget er med sin beliggenhed nær byen Salzburg et meget besøgt turistmål. Der går flere vandrestier til toppen af bjerget, ligesom der findes en tovbane, der fører til Geiereck i 1.776 meters højde. Banen åbnede i 1961.
Den første kendte person, der nåede toppen, var munken Eberwein i første halvdel af 1100-tallet. Han hørte til et augustinsk kloster ved Berchtesgaden.
I 1829 skrev Johann Nepomuk (1783-1865) en opera opkaldt efter bjerget, Der Unterberg.

## Bjergtoppe
- Berchtesgadener Hochthron: 1.972 m
- Rauheck: 1.892 m
- Gamsalpkopf: 1.888 m
- Salzburger Hochthron: 1.853 m
- Mitterberg: 1.840 m
- Geiereck: 1.805 m

## Galleri
- Untersberg
- Geiereck, en af bjergtoppene på Untersberg
- Tovbane til Untersberg.
- Blik mod Salzburg fra Untersberg med Salzburgs lufthavn til venstre